# بلبل أصفر العجز
البلبل أصفر العجز أو البلبل العربي (الاسم العلمي: Pycnonotus xanthopygos) (بالإنجليزية: White-spectacled bulbul)‏ هو نوع من الطيور يتبع جنس البلبل من الفصيلة البلابل.

## الانتشار وموطن
ينتشر في شبه الجزيرة العربية (خاصة السعودية) 
وبلاد الشام وتركيا. وهو شائع في السعودية. 